# Mỹ Thất
Mishil (Mỹ Thất, 美室, 546/548  ~  612) là một nhân vật quyền lực của Tân La thời kỳ Tam quốc Triều Tiên.

## Dòng dõi
Mishil là con gái của Lãnh chúa Mijinbu và Phu nhân Myodo, chị gái của vương hậu Sado, phối ngẫu của Chân Hưng vương nước Tân La. Bà nội là Công chúa Samyeop, con gái của Pháp Hưng vương. 
Do dòng dõi của mình, Mishil là một chân cốt (진골; 眞骨), hay đẳng cấp quý tộc cấp cao.

## Cuộc đời
Cuộc đời của Mishil được đề cập chi tiết trong Biên niên sử Hoa lang. Tuy nhiên, vì có nhiều tranh cãi về tính xác thực của bản thảo nên không rõ liệu tất cả các sự kiện được liệt kê dưới đây có phải là sự kiện có thật và các nhân vật có thực sự tồn tại hay không.

### Đầu đời
Mishil là con gái của Pungwolju thứ 2 Mijinbu (未珍夫) và Phu nhân Myodo (妙道夫人), và là chị gái của Pungwolju thứ 10 là Misaeng .
Có một giai thoại về sự ra đời của Mishil. Một ngày nọ, bà ngoại của Mishil, Công chúa Okjin, mơ thấy một con chim bảy màu bay từ ngực bà và bay đến chỗ Myodo. Công chúa Okjin cho rằng giấc mơ thật kỳ lạ nên đi đến phòng Myodo thì phát hiện Mijinbu và Myodo đang ân ái. Okjin rất vui mừng và tiên đoán rằng họ sẽ sinh quý nữ, Myodo sau đó đã sinh ra Mishil.
Ban đầu Mishil yêu Sadaham (Pungwolju thứ 5), nhưng bà đã được mẹ ruột của Chân Hưng vương, Thái hậu Jiso ban hôn với Lãnh chúa Sejong, con trai của Thái hậu Jiso và Isabu (Taejong, 苔宗).
Mishil, khi đó là vợ của Sejong, đã tấu trình việc Thái hậu Jiso đang cố gắng truất ngôi vương hậu Sado (dì của Mishil, vợ vua Chân Hưng) khiến kế hoạch của Thái hậu không thành công. Thái hậu Jiso tức giận và trục xuất Mishil khỏi vương cung, đồng thời đón Yungmyeong, con gái của Jinjong (em trai Pháp Hưng vương), về làm vợ mới của Sejong. Trong lúc đó, khi Mishil rời xa cung cấm, bà đã tư thông với Sadaham.
Lãnh chúa Sejong không thể quên Mishil và nhớ bà đến mức đổ bệnh, Thái hậu Jiso vì nghĩ đến con trai mình nên đã gọi Mishil về. Vào thời điểm đó, Sadaham đang ở ngoài chiến trường. Khi ông trở về từ chiến trường rồi biết tin này, ông đã thất vọng và đau buồn mà chết.
Sau đó, Sejong trở thành Pungwolju thứ 6 nhờ sự tiến cử của Lee Hwarang và Sadaham. Tướng quân Seolwon (người sau này trở thành người tình của Mishil) trở thành cố vấn cho Sejong. Mishil cầu nguyện cho linh hồn Sadaham tại chùa Cheonjusa, đêm hôm đó, Sadaham hiện ra trong giấc mơ và nói: “Ta muốn trở thành vợ chồng với nàng nên ta sẽ mượn cái bụng của nàng để sinh một đứa con trai”. Sau đó, Mishil sinh ra Hajong (夏宗公). Người ta nói rằng Hajong trông giống Sadaham đến mức mọi người lúc đó nghi ngờ rằng anh là con của Sadaham.

### Thời Chân Hưng vương
Khi Thái tử Kim Đồng Luân (con vua Chân Hưng) lớn lên, Thái hậu Jiso đã gả con gái của một quý tộc cho ông. Vào thời điểm này, vương hậu Sado, mẹ của thái tử vì để duy trì địa vị gia tộc đã nói với Mishil: “Nếu em ở gần thái tử và sinh được một đứa con trai, ta sẽ cho em làm vương hậu". Thời điểm đó, Mishil đang ở trong cung để hầu hạ nhà vua theo lệnh của Chân Hưng vương và được phong làm Điện chủ (殿主), ngang hàng với vương hậu. Ngoài ra, Mishil tiến cử Sejong ra trận để ông ta có thể lập công trạng xứng đáng với tước vị của mình. Sau đó, bà tư thông với Seolwon, cố vấn của Sejong và gây dựng thế lực. Chân Hưng vương không biết về sự thật này, vẫn sủng ái Mishil và hồi sinh hệ thống Wonhwa (源花) sau 29 năm, biến Mishil trở thành Wonhwa. Mishil kế thừa quyền lực của Sejong, lúc đó là Pungwolju và nắm quyền chỉ huy các lang đồ (hwarang).
Mối quan hệ của Mishil và Thái tử Kim Đồng Luân được duy trì một thời gian mà không bị phát hiện và chỉ kết thúc khi thái tử bị một con chó giết chết khi đang trèo tường vào cung điện để cưỡng hiếp Công chúa Bomyeong (năm 572). Vì sự việc này mà mối quan hệ giữa Mishil và thái tử bị bại lộ, Mishil không những bị đuổi khỏi cung mà còn phải từ chức Wonhwa.
Sau đó, Sejong đã trở về từ chiến trường và khôi phục lại chức vụ Pungwolju nhưng Mishil yêu cầu Sejong từ chức cùng mình nên Sejong đã giao lại chức vụ Pungwolju cho Seolwon. Vương hậu Sado sau đó cầu xin Chân Hưng vương tha thứ cho Mishil, Mishil cũng cầu xin sự tha thứ, Chân Hưng vương đã chấp nhận và gọi bà trở về cung.

### Sau thời Chân Hưng vương
Sau này, khi vua Chân Hưng lâm bệnh, Mishil nổi lên nắm thực quyền điều hành quốc gia cùng với vương hậu Sado. Bà cũng chuẩn bị trở thành vương hậu thông qua mối tình với con trai của vua Chân Hưng và vương hậu Sado - Kim Sa Nhuận (sau này là Chân Trí vương).
Khi Chân Hưng vương qua đời, bà đã thỏa thuận với Thái hậu Sado để đưa Chân Trí vương lên ngôi. Tuy nhiên, sau khi ông ta lên ngôi, vị trí vương hậu lại thuộc về Phu nhân Dodo-in (知道夫人) chứ không phải Mishil.
Sau khi Chân Trí vương lên ngôi, ông ta không chỉ ham mê nữ sắc, ăn chơi sa đọa mà còn không giữ lời hứa phong Mishil làm vương hậu. Do đó, Thái hậu Sado và Mishil đã bàn bạc và quyết định truất ngôi vua của Chân Trí vương dựa vào thế lực anh trai của Thái hậu là Noribu và lập con trai của thái tử Kim Đồng Luân là Kim Bạch Tịnh (Baekjeong) làm vua. 
Vào thời điểm Chân Trí vương bị phế truất, Hwarang-do được chia thành Hoguk Seon (護國仙) do Munno (文弩) đứng đầu và Unsangin (雲上人) do Seolwon đứng đầu. Vì cho rằng Munno và những người khác sẽ phản đối việc truất ngôi vua, Thái hậu Sedo đã hợp nhất Hoguk Seon và Unsangin, tái lập Mishil thành Wonhwa, phong cho Sejong làm Thượng tiên (上仙) và Munno (文弩) được bổ nhiệm làm Á tiên (亞仙), ba người lãnh nhiệm vụ chỉ huy các hoa lang. Sau đó, Mishil đứng ra làm trung gian giữa Seolwon và Munno, cho phép Munno đảm nhận vị trí Pungwolju. Vì Munno rất tôn trọng Sejong nên ông sớm trở nên trung thành với Mishil. Sau đó, Munno trở thành Pungwolju.
Vào đầu triều đại của Chân Bình vương, Thái hậu Sado giữ chức nhiếp chính, Mishil trở thành Ấn chủ (璽主) và Noribu được bổ nhiệm làm Thượng đại đẳng. Sau đó, Chân Bình vương lần lượt phong Bomyeong và Mishil làm phi tần. 
Năm 585, năm thứ 7 dưới triều đại Chân Bình vương, khi em trai Mishil là Misaeng trở thành Pungwolju thứ 10, Mishil đã phong Hajong làm phụ tá. Ba năm sau, Hajong kế nhiệm Misaeng và trở thành Pungwolju thứ 11.
Người ta kể rằng từ giữa triều đại của Chân Bình vương, Mishil đã vào tu trong chùa Yeongheungsa cùng với Sejong và Seolwon. Trong số các nhân tình, bà coi mối quan hệ với Seolwon là chân thật nhất. Cùng với Seolwon, bà sinh ra Bojong (Pungwolju thứ 16) và người ta nói rằng anh ta rất được Mishil yêu thương vì anh là người con cuối cùng. 
Năm 606, khi Mishil lâm bệnh, Seolwon đã chăm sóc bà ngày đêm, ông mong mình sẽ ốm thay bà. Không lâu sau, Seolwon cũng mắc căn bệnh tương tự như Mishil và qua đời.
Mặc dù sử sách không đề cập trực tiếp đến cái chết của Mishil, nhưng dường như bà đã sống đến ít nhất trước năm 612, khi Kim Yushin trở thành Pungwolju.

## Trong văn hóa đại chúng
- đóng bởi Go Hyun-jung và Uee trong Queen Seondeok của MBC TV (2009).
- đóng bởi Seo-Kap Sook trong Yeo Gaesomun của SBS (2006-2007).